# Wen Zhong (personatge de ficció)

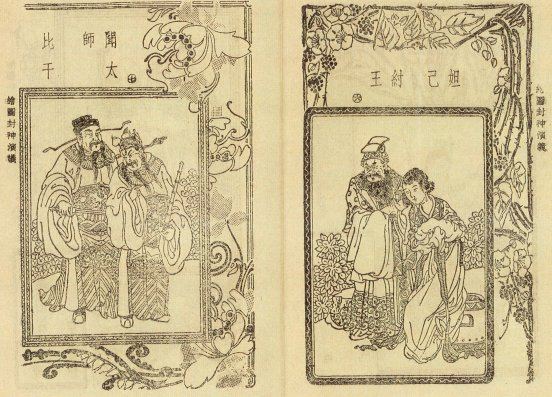
A l'esquerra,: Wen Zhong i Bi Gan; a la dreta, Rei Zhou i Daji.

Wen Zhong (xinès: 闻仲; pinyin: Wén Zhòng) és un personatge rellevant dins de la novel·la xinesa Fengshen Yanyi).
Wen Zhong havia estat un oficial d'alta categoria sota el Rei Da Yi des dels temps de l'antiguitat. Després de la mort de Da Yi, Wen Zhong coronaria a Zi Shou com el nou rei de la Dinastia Shang. En poc temps, Wen Zhong es dirigiria amb el seu gran drac per subjugar als dimonis revoltats al Mar del Nord (una acció que comportaria més de quinze anys d'esforç).
Al llarg de quinze anys de batalla de Wen Zhong, ell estaria destinat a tenir un paper molt important en els plans del cel. Per decret del mateix Emperador de Jade, Wen Zhong aconseguiria d'un tercer ull al seu front. Aquest tercer ull podia veure a través de qualsevol nivell d'engany i mentida. En arribar Wen Zhong a la Porta del Migdia, anà a saludar els seus col·legues i va veure l'absurd de la situació; de seguida Wen Zhong demana que el rei es presente davant seu. Després d'escoltar les disputes del rei, i fàcilment veure a través de la seva idiotesa enganyosa, Wen Zhong convidà als seus aliats per assistir a la situació.
Wen Zhong és nomenat com la deïtat de Puhua Tianzun (普化天尊) al final del llibre.